# Странствия Персилеса и Сихизмунды
«Странствия Персилеса и Сихизмунды» (исп. Los trabajos de Persiles y Sigismunda) — роман испанского писателя Мигеля де Сервантеса, действие которого происходит в Византии, последнее его произведение. Сервантес дописал роман за три дня до своей смерти (апрель 1616). Тот был впервые опубликован в 1617 году. Автор считал «Персилеса и Сихизмунду» лучшим из своих произведений.

## Издания
- Мигель де Сервантес Сааведра. Странствия Персилеса и Сихизмунды / Издание подготовили С. И. Пискунова, В. А. Ведюшкин, А. В. Серебренников. — М.: Ладомир: Наука, 2023. — 716 с. — 400 экз. — ISBN 978-5-86218-636-9